# Makaya Ntshoko
Makaya Ntshoko (* 29. Oktober 1939 in Kapstadt; † 27. August 2024) war ein südafrikanischer Jazzschlagzeuger.

## Leben und Wirken
Ntshoko begann seine Karriere in Johannesburg mit Dudu Pukwana, um dann mit Mackay Davashe und Pat Matshikiza zu arbeiten. 1960 und 1961 spielte er mit den Jazz Epistles, zu denen Hugh Masekela (tp), Kippie Moeketsi (ts), Jonas Gwangwa (tb), Dollar Brand (p) und Johnny Gertze (b) gehörten, und nahm mit ihnen die Schallplatte „Verse 1“ auf; es handelt sich um die erste Langspielplatte, den eine schwarze Band des Modern Jazz im Land der Apartheid aufnahm. Er besuchte Anfang der 1960er für ein Jahr England und zog anschließend in die Schweiz, wo er seine erste Frau, Ursula Gyger, heiratete und mit ihr zusammen eine Tochter, Rose Ntshoko, bekam. Zusammen mit dem Bassisten Johnny Gertze spielte er seit 1962 wieder mit Dollar Brand im Trio und nahm auch Platten mit Duke Ellington, Svend Asmussen und Sathima Bea Benjamin auf.
Die dichte Polyrhythmik seines Schlagzeugspiels, die gelegentlich an Elvin Jones erinnert, und sein rasches Einfühlungsvermögen machte ihn zu einem kongenialen und gleichberechtigten Partner in den Ensembles von Mal Waldron, Steve Lacy, Karl Berger und Don Cherry. Er eröffnete das erste Festival in Willisau im Quartett von John Tchicai und Irène Schweizer. Weiter war er mit Dexter Gordon, Ben Webster, Roland Kirk, Kenny Drew, George Gruntz, Joe Haider, Dusko Goykovich, Benny Bailey, Pepper Adams, Hannibal Marvin Peterson, Joe Henderson, Pierre Favre und Roman Schwaller tätig. Er leitete auch eigene Gruppen wie Mitte der 1970er „Makaya and the Tsotsis“ (mit Heinz Sauer, Bob Degen und Isla Eckinger) und die New Tsotsis mit Andy Scherrer (ts), Adam Taubitz (vl), Vera Kappeler (p) und Stephan Kurmann (b). Mit Irène Schweizer und Omri Ziegele bildete er das Trio Where’s Africa.
Ntshoko war langjähriges Mitglied des 1986 von Johnny Dyani gegründeten Projekts Jazz gegen Apartheid, in dem er regelmäßig mit John Tchicai und Harry Beckett auftrat. Viele Jahre lebte und arbeitete er in Basel.

## Diskografie (Auswahl)
- Sathima Bea Benjamin A Morning in Paris (mit Duke Ellington, Billy Strayhorn u. a., 1963)
- Dollar Brand Pre Abdullah Ibrahim (1965)
- Makaya and The Tsotsis (1974)
- John Tchicai/Irène Schweizer: Willi The Pig (mit Buschi Niebergall, 1975)